# تريسانا
تريسانا، (بالإنجليزية: Tresana)‏، هي (بلدية) في مقاطعة ماسا كرارا، في توسكانا الإيطالية، وتقع على بعد حوالي 120 كم (75 ميل) شمال غرب فلورنسا، وحوالي 25 كم (16 ميل) شمال غرب ماسا.

## السكان
في سنة 1861 بلغ عدد السكان 3٬830 نسمة، وتطور العدد ليصل في سنة 2011 لـ 2٬085 نسمة.
يظهر هذا المخطط البياني تطور النمو السكاني لـ تريسانا